# FK Tukums 2000
Futbola klubs Tukums 2000/TSS eller Tukums 2000 är en fotbollsklubb i Lettland i Tukums som grundades 2000.

## Meriter
Pirma liga (D2)
Vinnare: 2019.

## Placering tidigare säsonger
| Säsong | Nivå | Liga       | Placering | Referens | Notering                     |
| ------ | ---- | ---------- | --------- | -------- | ---------------------------- |
| 2014   | 1    | 1. līga    | 7         | [ 1 ]    |                              |
| 2015   | 1    | 1. līga    | 7         | [ 2 ]    |                              |
| 2016   | 1    | 1. līga    | 6         | [ 3 ]    |                              |
| 2017   | 1    | 1. līga    | 5         | [ 4 ]    |                              |
| 2018   | 1    | 1. līga    | 3         | [ 5 ]    |                              |
| 2019   | 1    | 1. līga    | 1         | [ 6 ]    | Uppflyttad till Virslīga     |
| 2020   | 1    | Virslīga   | 10        | [ 7 ]    | Nedflyttad till 1. līga 2021 |
| 2021   | 2    | Pirma liga | 2         | [ 8 ]    | Uppflyttad till Virslīga     |
| 2022   | 1    | Virslīga   | 6         | [ 9 ]    |                              |
| 2023   | 1    | Virslīga   | 8         | [ 10 ]   |                              |
| 2024   | 1    | Virslīga   | 8         | [ 11 ]   |                              |

## Trupp 2022
Uppdaterad: 21 april 2022
| Nr | Land     | Pos | Namn                                          |
| -- | -------- | --- | --------------------------------------------- |
| 1  | Lettland | MV  | Sergejs Vilkovs (lån från RFS)                |
| 2  | Lettland | F   | Kristers Lībeks                               |
| 3  | Lettland | F   | Markuss Kruglauzs (lån från Spartaks Jūrmala) |
| 4  | Lettland | F   | Niks Sliede (lån från RFS)                    |
| 5  | Lettland | F   | Atis Ozols                                    |
| 6  | Lettland | F   | Rudolfs Reingolcs                             |
| 7  | Lettland | MF  | Dāvis Zeltiņš                                 |
| 8  | Lettland | MF  | Aleksejs Davidenkovs                          |
| 9  | Lettland | A   | Ronalds Leja                                  |
| 10 | Japan    | MF  | Ikuto Gomi                                    |
| 11 | Lettland | MF  | Kaspars Anmanis                               |
| 12 | Lettland | MV  | Helmuts Saulītis                              |
| 14 | Lettland | F   | Daniels Mīļais                                |

| Nr | Land     | Pos | Namn                               |
| -- | -------- | --- | ---------------------------------- |
| 16 | Lettland | MV  | Leonards Čevers                    |
| 17 | Lettland | A   | Kristers Švāns                     |
| 18 | Lettland | MF  | Renards Krisjanis                  |
| 19 | Lettland | MF  | Kristers Penkevics                 |
| 20 | Senegal  | A   | Ibrahima Sow (lån från Valmiera)   |
| 21 | Lettland | MF  | Renards Ūdris                      |
| 23 | Lettland | MF  | Ingars Stuglis                     |
| 24 | Lettland | F   | Robins Kokarītis                   |
| 25 | Lettland | MF  | Pāvels Pilāts                      |
| 26 | Lettland | MF  | Maksims Fjodorovs                  |
| 44 | Japan    | MF  | Ryuga Nakamura (lån från Valmiera) |
| 71 | Lettland | A   | Oskars Rubenis                     |

## Tränare
- Andrejs Lapsa (20??–20??)
- Janis Kalns (20??–2019)
- Marek Zub (2020)
- Jurģis Kalns (2021–)